# Phelliactis gigantea
Phelliactis gigantea är en havsanemonart som först beskrevs av Oscar Henrik Carlgren 1941.  Phelliactis gigantea ingår i släktet Phelliactis och familjen Hormathiidae. Inga underarter finns listade i Catalogue of Life.